# Ostara

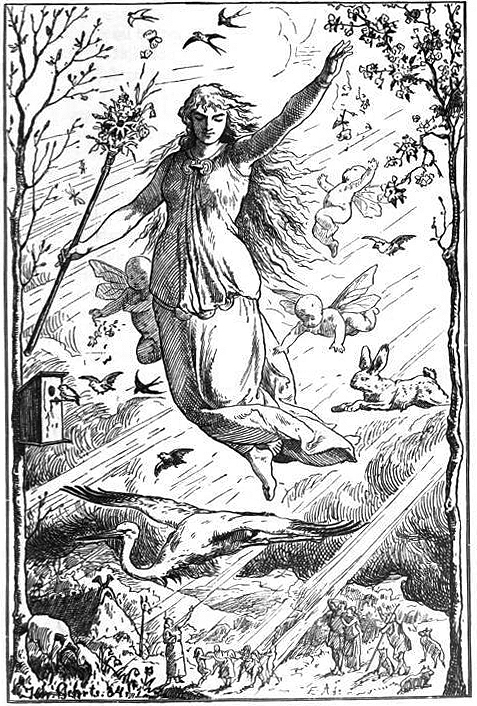
Ostara (1884) par Johannes Gehrts.

 (janvier 2020).
Si vous disposez d'ouvrages ou d'articles de référence ou si vous connaissez des sites web de qualité traitant du thème abordé ici, merci de compléter l'article en donnant les références utiles à sa vérifiabilité et en les liant à la section « Notes et références ».
Pour les articles homonymes, voir Ostara (homonymie).
L'Ostara est une fête païenne célébrée à la première pleine lune après l'équinoxe de printemps, par les membres de la Wicca mais aussi plus généralement du paganisme, et c'est le second sabbat mineur de la Roue de l'Année. 
Elle symbolise le renouveau de la vie et de la terre, après un hiver froid et dur, et le retour de la Déesse sous son visage de jeune fille et d'amante. Son équivalent anglo-saxon est Eostre. Elle trouve son origine dans la nuit des temps et tant son nom que sa symbolique ou son mythe peuvent directement remonter à la déesse mésopotamienne Ishtar, Astarte au proche-orient, Hator chez les égyptiens, elle engendre Vénus chez les romains (Vénus Erycine), ou encore Tanit à Carthage.

## Description

### Histoire
Ostara est célébré du 20 au 22 mars inclus avec comme apogée l'équinoxe de printemps, quand le jour et la nuit sont égaux. Elle est considérée comme le début de la saison printanière, quand la vie s'éveille dans toutes les directions. Comme Imbolc, Ostara est un festival de l'aube, du renouveau, de la fertilité et de la vie croissante. C’est le moment de célébrer et d’invoquer Eostre, la déesse saxonne de la fertilité, ou la déesse Ostara, son équivalent germanique. Le mot « Ostara » a la même origine que les mots anglais Easter et allemand Ostern. Cette fête est aussi connue sous les noms Eoster – prononciation [ɛjostəʷ], Alban Eilir, ou simplement Équinoxes de Printemps. 
Cette fête célèbre le réveil de toutes les énergies sur Terre et la reprise de la vie. Les rituels d'Ostara célèbrent le renouvellement de la vie sous plusieurs formes : on peint des œufs, symboles de (re)naissance et de fécondité, avec des couleurs vives et on les utilise dans des rites sacrés avant de les manger. Les bébés animaux -et plus particulièrement les poussins, canetons et lapereaux- sont considérés comme des symboles de la saison. Le lapin, ancien symbole de la Lune, représente le retour de la fertilité de la Terre. 
[réf. nécessaire] Ostara est un Sabbat Solaire et est sacré pour le Jeune dieu, seigneur du Soleil levant et de la Vie. Il est le gardien des plantes qui poussent et des animaux et est l'incarnation de L'Homme pour ses croyants (là où la Terre/Dame Nature est l'incarnation de la Femme). Il représente, dans les croyances païennes (principalement la wicca actuelle), le tout jeune soleil, atteignant son apogée lors du Solstice d'été et mourant symboliquement en hiver. Ce dieu a plusieurs patronymes, mais Il est le plus souvent vénéré par le nom Homme vert, entouré de verdure, qui sort même de Ses lèvres comme un souffle. Sous cette forme, il est aussi connu comme Jack le Vert, ou George le Vert. Parfois il est représenté comme un arbre. Des « Mâts de Mai », ou « Arbres de Mai » sont parfois utilisés dans le cadre des festivités d'Ostara, et représentent le sexe turgescent du Jeune dieu. Ostara a aussi de fortes connotations féminines, et est sacré pour la Jeune Déesse comme pour le Jeune dieu. Ostara et Eoster sont tous deux des noms germaniques de la Jeune Déesse en tant que Dame de l'Aube. 
[réf. nécessaire] On[Qui ?] raconte que La Déesse sortie de son sommeil enveloppe la terre de fertilité, le Dieu gagne en maturité et parcourt les prairies verdoyantes. Cette période est réputée comme étant la saison des amours : les animaux sauvages, poussés par les déités, s’accouplent. C’est également la période des semences dans les champs, et le moment de s'occuper des plantations des plantes utilisées en magie, ainsi que des jardins rituels.
Certains aspects de la fête chrétienne de Pâques reprennent des éléments de cette fête païenne, comme les cloches qui étaient sonnées pour provoquer le réveil de la nature ou encore les œufs offerts à la terre comme offrande à la déesse de la fertilité.
De la même façon que la lumière vainc les ténèbres, c’est le jour pour chasser les mauvaises influences et les bannir.

### Rituel
Le rituel comporte généralement un autel, sur lequel se voient posés des éléments naturels, comme des plantes ou de l'eau, accompagnés d'une invocation. Le pratiquant est libre de suivre un livre ou de faire à sa façon. L’autel peut être décoré avec des fleurs printanières comme les tulipes, les narcisses, les crocus, les jacinthes, ou avec des œufs évidés que l'on peut décorer ou peindre. Il est aussi coutume de placer des paquets de graines si l'on désire réaliser une semence prochainement, ou encore une petite plante verte.
Les plantes sont symboliquement très importantes pour Ostara, et sont partie intégrante des célébrations. La tradition veut que l’on se rende dans les champs pour cueillir des fleurs sauvages, mais il est aussi possible de se rendre chez un fleuriste. Elles doivent être ensuite apportées à la maison, et utilisées pour les rituels. En cette période où la vie se renouvelle, il est considéré comme important de faire une promenade à pied dans un jardin, un parc, une forêt ou d’autres lieux de verdure. La promenade ne doit avoir aucun autre but qu'être une célébration, un rituel pour la nature elle-même. Parmi les autres activités traditionnelles, mentionnons les semailles, la préparation d’un jardin magique et toutes les pratiques associées aux plantes – qu’elles soient du domaine de la magie, de la médecine, des cosmétiques, de la cuisine ou de l’art. Parmi les aliments qui sont dans le ton de cette journée (servir des repas adaptés aux saisons est réputé être un excellent moyen de s’harmoniser à la nature), on peut compter les graines, comme le tournesol, la citrouille et le sésame, ou les pignons de pin. Les germes sont tout aussi appropriés, de même que les légumes verts à feuilles. Les mets à base de fleurs, comme les capucines farcies ou les petits fours aux œillets, ont également leur place. 

### Symboles et correspondances
Dans les traditions wiccanes et païennes, la correspondance est le rapport d'harmonie et de conformité entre deux ou plusieurs choses. Les correspondances entre différents éléments naturels, célestes, spirituels, permettent de les associer, et par leur mise en lien de favoriser la puissance du rituel, son énergie et le renforcement de ses effets. Les correspondances pour l'équinoxe de printemps sont les suivantes :
- Couleurs : vert, jaune, mauve et rose
- Encens : jasmin, sauge et fraise
- Chandelles : vertes et jaunes
- Fleurs : violette, aspérule, pivoine, et toutes les fleurs printanières[11]
- Arbre : saule
- Pierres : jaspe rouge, aigue-marine et héliotrope
- Cartes du tarot : La Tempérance (XIV) ; L'Étoile (XVII) ; La Lune (XVIII) ; Le Jugement (XX)[12]
- Planètes : Jupiter et Neptune

## Dans la culture populaire

### Cinéma et télévision
Ostara  apparaît dans la série Prime Video, American Gods, tirée de l'œuvre littéraire du même nom. Elle y est incarnée par Kristin Chenoweth. Dans l'épisode 4 de la saison 3 de la série Netflix Les Nouvelles Aventures de Sabrina, l'intrigue se passe en partie lors des célébrations d'Ostara, que les sorcières de la série appellent « La lune du lièvre ».
Elle est également l'élément principal de la série (6 épisodes) danoise Equinox diffusée sur Netflix.